# Kötélhágcsó

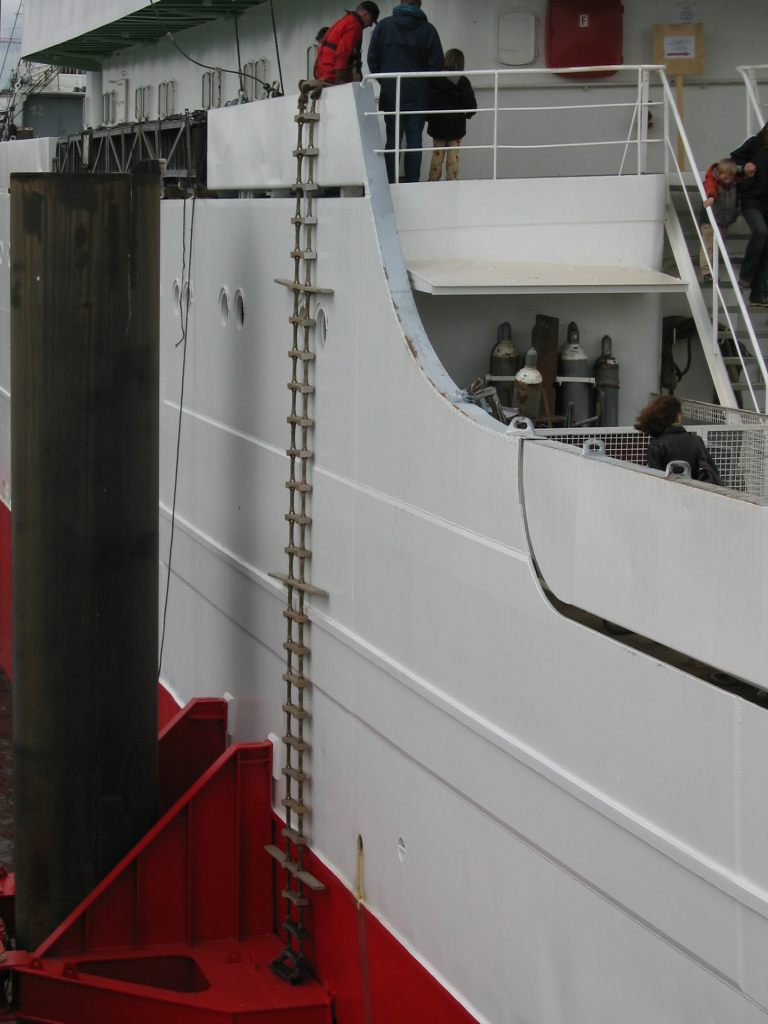
Kötélhágcsó egy hajó oldalán

A kötélhágcsó két, párhuzamosan futó kötéldarabból és azokba varrott (kötött) keményfapálcákból vagy deszkalapokból készült hágcsó, mely a hajón a mászás megkönnyítésére leginkább az árbocozaton és a hajóoldalakon (ha külső lépcső nincs) használatos.
Ilyen kötélhágcsók láthatók hadihajókon a bástyarudakon, melyeken az evezős legénység a vízben levő és a bástyarudakhoz kötött csónakokba mászik.